# Могаммадіє (Ерак)
Могаммадіє (перс. محمديه) — село в Ірані, у дегестані Машгад-е Мікан, у Центральному бахші, шахрестані Ерак остану Марказі. За даними перепису 2006 року, його населення становило 655 осіб, що проживали у складі 183 сімей.

## Клімат
Середня річна температура становить 12,82 °C, середня максимальна – 32,12 °C, а середня мінімальна – -9,07 °C. Середня річна кількість опадів – 287 мм.
| Клімат поселення                              | Клімат поселення | Клімат поселення | Клімат поселення | Клімат поселення | Клімат поселення | Клімат поселення | Клімат поселення | Клімат поселення | Клімат поселення | Клімат поселення | Клімат поселення | Клімат поселення | Клімат поселення |
| Показник                                      | Січ.             | Лют.             | Бер.             | Квіт.            | Трав.            | Черв.            | Лип.             | Серп.            | Вер.             | Жовт.            | Лист.            | Груд.            |                  |
| Середній максимум, °C                         | 6,82             | 9,78             | 14,12            | 19,00            | 24,19            | 29,96            | 32,12            | 31,63            | 26,78            | 20,93            | 14,47            | 8,28             |                  |
| Середня температура, °C                       | −1,13            | 1,84             | 6,17             | 11,10            | 16,25            | 22,03            | 26,03            | 25,54            | 20,70            | 14,82            | 8,36             | 2,20             |                  |
| Середній мінімум, °C                          | −9,07            | −6,11            | −1,76            | 3,13             | 8,31             | 14,09            | 19,94            | 19,46            | 14,60            | 8,73             | 2,26             | −3,9             |                  |
| Норма опадів, мм                              | 41               | 40               | 51               | 35               | 28               | 4                | 1                | 1                | 0                | 12               | 30               | 44               |                  |
| Середньомісячна швидкість вітру, м/с          | 2.02             | 2.03             | 3.04             | 3.38             | 2.85             | 2.60             | 2.62             | 2.51             | 2.29             | 2.30             | 1.70             | 2.11             |                  |
| Середньомісячна сонячна радіація, кДж/м²·день | 8946             | 12470            | 14914            | 18296            | 22298            | 26808            | 25863            | 24074            | 21070            | 15556            | 10865            | 8831             |                  |
| --------------------------------------------- | ---------------- | ---------------- | ---------------- | ---------------- | ---------------- | ---------------- | ---------------- | ---------------- | ---------------- | ---------------- | ---------------- | ---------------- | ---------------- |
| Джерело:                                      |                  |                  |                  |                  |                  |                  |                  |                  |                  |                  |                  |                  |                  |